# Kalakala
Il Kalakala (pronuncia: kah-LAH-kah-lah) è stato un traghetto che operò nello stretto di Puget (Washington) dal 1935 fino al suo ritiro dal servizio attivo, avvenuto nel 1967.
Il Kalakala destò attenzione per la sua unica linea "Streamlining" in stile Art déco (prima imbarcazione in tal senso), e per i suoi lussuosi interni. L'imbarcazione divenne oggetto di curiosità e ammirazione sia da parte degli abitanti locali che dei turisti, classificandosi inoltre seconda, dietro lo Space Needle, alla fiera internazionale di Seattle tenutasi nel 1962 nell'omonima città.

## Storia

### Servizio attivo
Costruito nel 1927 con il nome di Peralta dalla Moore Dry Dock Company di Oakland, per il servizio traghetti Key System della baia di San Francisco, entrò in servizio lo stesso anno coprendo la rotta San Francisco Ferry Building-Oakland Long Wharf per sei anni. Fin dall'inizio la nave si rivelò instabile, tanto che la compagnia era costretta, al momento dell'imbarco di passeggeri, a pompare a prua o a poppa dell'acqua per compensare il peso aggiunto. Il 17 febbraio 1928 si verificò un errore da parte di un marinaio che pompò acqua nella stessa parte in cui erano concentrati i passeggeri: la poppa scese sotto il livello dell'acqua e cinque passeggeri vennero sbalzati fuoribordo perdendo la vita. Dopo questo incidente il gioco delle compensazioni venne risolto e non si verificarono più episodi del genere.
Il 6 maggio 1933 il Peralta andò in fiamme in seguito a un incendio doloso divampato nel molo dove era ormeggiato che ne distrusse completamente la sovrastruttura. Lo scafo rimase però intatto e il 12 ottobre 1933 il vascello venne comprato dalla Puget Sound Navigation Company (PSNC), nota anche con il nome di Black Ball Line, che lo trasferì vicino a Seattle. La compagnia finanziò un programma di ristrutturazione che si svolse a Houghton Shipyards. Nel novembre 1934 William Thorniley, responsabile del servizio pubblicitario della PSNC nonché presidente della Olympic Peninsula Travel Association, annunciò di voler rinominare il nuovo traghetto Kalakala, termine che nella lingua dei nativi del luogo significa "uccello".
Nel 1935 la nave era già pronta per navigare a Seattle. Il nuovo ponte e la cabina di comando vennero interamente realizzati in rame per timore che l'acciaio usato nel resto della nave interferisse con la bussola di bordo. Risultò poi impossibile vedere dal ponte la prua a causa dell'ubicazione di quest'ultima, posizionata alle spalle della semplificata superstruttura per motivi estetici. L'imbarcazione era nota per la difficoltà di manovra nei porti, dato che anche la cabina di comando aveva oblò invece che ampie vetrate per via delle forti vibrazioni di cui soffriva il Kalakala in navigazione, causate probabilmente da un cattivo allineamento dei motori presente sin dal progetto originario del Peralta. Tale problema costrinse inoltre a servire le bevande in tazze mezze piene per evitare la fuoriuscita del liquido, e le persone a bordo dovevano urlare per riuscire a dialogare. Non mancarono anche situazioni spiacevoli: nel corso del tempo il Kalakala affondò un rimorchiatore, urtò una chiatta e si arenò.
Nonostante la PSNC sperasse che al Kalakala venisse affibbiato il soprannome "Silver Swan" (cigno d'argento), nacquero presto nomignoli come "Silver Slug" (lumaca d'argento), "Silver Beetle" (scarafaggio d'argento), "Galloping Ghost of the Pacific Coast" (fantasma galoppante della costa del Pacifico) e "Kackerlacka", quest'ultimo diffuso tra la comunità scandinava di Seattle e nel cui linguaggio significa "scarafaggio". Come altri vecchi traghetti, non era in grado di caricare gli ingombranti autoveicoli degli anni cinquanta e sessanta, così il numero di mezzi trasportabili scese da 110 a 60. Nel febbraio 1946 al Kalakala venne rilasciato, dalla Federal Communications Commission, la licenza numero 001 per il primo sistema radar commerciale. Come ultimo spiacevole ricordo agli abitanti di Seattle prima di essere venduto, il Kalakala arrivò troppo velocemente al nuovo Colman Dock della città, urtandolo e provocando danni per 80000 $.

### Il ritiro

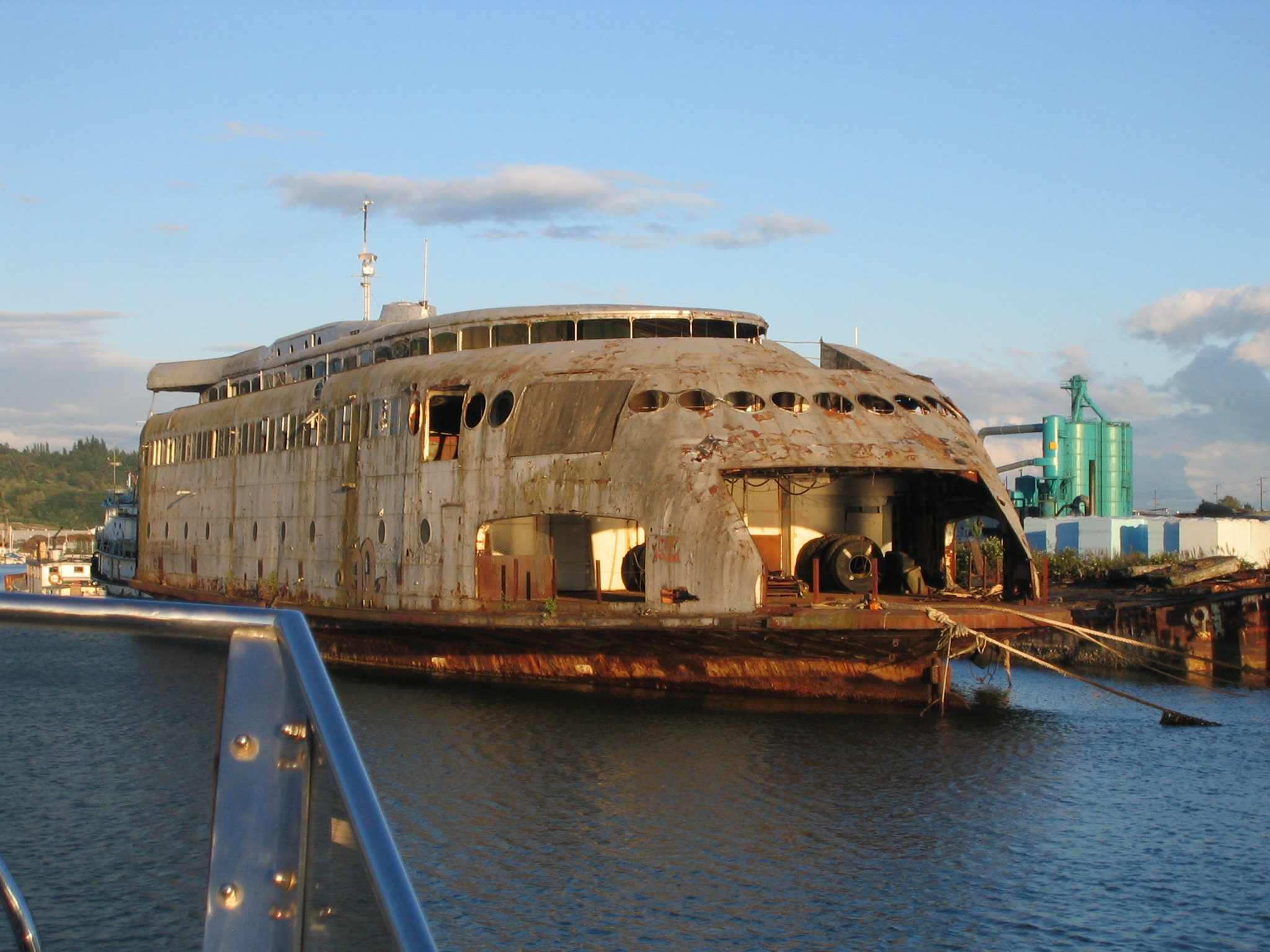
Il relitto a Tacoma nel 2007

Nel 1967, il vascello venne venduto per 83950 $ a una compagnia di pesca, la American Freezer Ships, che lo fece trainare in Alaska dove pescò granchi per due anni, fino a quando non venne fatto arenare a Kodiak, nel 1970, per servire come luogo dove venivano trattati gamberetti.
Lo scafo arrugginito del Kalakala venne scoperto da Peter Bevis, uno scultore di Seattle, nel 1984. Le ringhiere in ottone delle scalinate erano ancora intatte, così come alcuni elementi in porcellana dei servizi igienici e il grande specchio del bagno delle donne. Attratto da quella singolare nave, Bevis offrì alla città di Kodiak 1000 $ per il relitto ma la sua proposta venne rifiutata. Solo anni dopo venne raggiunto un accordo secondo il quale se Bevis fosse riuscito a disincagliare il Kalakala senza affondarlo e causare altri danni, il comune lo avrebbe ceduto per un solo dollaro; nel 1992 quindi Bevis fondò la Kalakala Foundation, un'organizzazione non a scopo di lucro volta al recupero del Kalakala. Molte ditte prestarono gratuitamente aiuto per l'impresa: la Anderson Associates fornì ingegneri, la Samson Tug and Barge inviò tonnellate di acciaio per rinforzare lo scafo, la Pacific American Commercial utensili vari e la Philips Envinronmental Chemical navi da trasporto. Ai lavori parteciparono gratuitamente anche tre persone di Seattle.
Il 24 giugno 1998 la nave finalmente venne disincagliata con successo, facendone diventare la Kalakala Foundation l'ufficiale proprietario al prezzo di un solo dollaro. Il rimorchiatore Neptune, chiedendo un compenso pari alla metà del normale, trascinò il traghetto fuori da Kodiak il 24 ottobre 1998 e ventisei ore dopo si trovava a Seward. Tornata a Seattle, qui i suoi proprietari non avevano abbastanza denaro sia per rinnovarlo che per il semplice ancoraggio nella baia di Union e la vicenda diventò molto controversa. Nel 2004 il Kalakala passò a un investitore privato che lo portò a Neah Bay (contea di Clallam), in un molo del popolo Makah. Appena giunto nella sua nuova destinazione, il traghetto fu subito osteggiato dai locali che aprirono una causa legale contro il proprietario che si vide costretto a far gettare l'ancora al suo natante a Tacoma.
Nel febbraio 2008 Steve Rodrigues, proprietario del Kalakala, annunciò di voler acquistare e ristrutturare altri traghetti vintage prevedendo di farli muovere grazie all'energia solare o eolica o, ancora, di usarli come nave museo. Il Kalakala fu prenotato per i cantieri navali nel 2010, ma non vi fece mai ingresso.
Il 4 gennaio 2015 il proprietario Karl Anderson ha annunciato che il Kalakala sarebbe stato smantellato. Il 22 gennaio, il Kalakala è stato rimorchiato in un bacino di carenaggio di Tacoma dove è iniziata immediatamente la rottamazione. Entro la prima settimana di febbraio la demolizione è stata completata lasciando integri solo pochi pezzi come alcune finestre e il timone, i quali sono stati venduti salvati come souvenir.